# Omurice

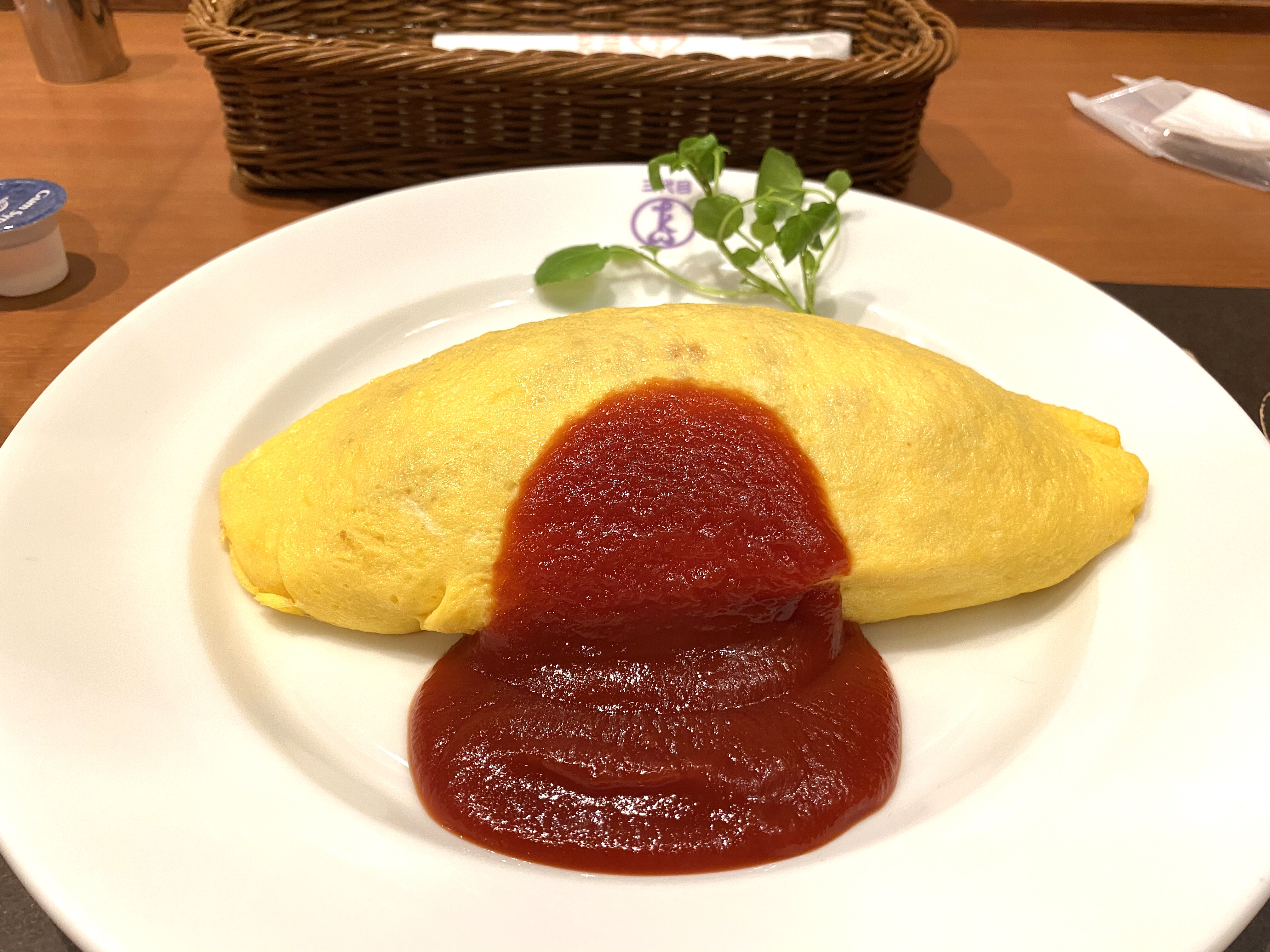
omurice

El omurice (japonés: オムライス, omu-raisu) es un plato japonés contemporáneo consistente en una tortilla hecha con arroz frito. El nombre es un wasei-eigo de omelette (‘tortilla’ en francés) y rice (‘arroz’ en inglés). Es un plato popular tanto en los hogares como en restaurantes de estilo occidental o izakayas de Japón. También es popular en muchos restaurantes de Corea del Sur y Taiwán.

## Características
El plato consiste típicamente en arroz con pollo (arroz frito en sartén con kétchup y pollo) envuelto en una fina tortilla de huevo. Los ingredientes que dan sabor al arroz pueden cambiar. A menudo se fríe con diversas carnes (pero es típico el pollo) y verduras como guisantes, cebolla o pimientos; y puede condimentarse con caldo de ternera, kétchup, salsa blanca Bechamel, demi glace o simplemente sal y pimienta. A veces se reemplaza el arroz con fideos fritos, yakisoba, para preparar omusoba.
Se dice que el omurice se originó en un restaurante de estilo occidental llamado Renga-tei en el distrito Ginza de Tokio a principios del siglo XX.[cita requerida]